# Distrito de Mons
El Distrito de Mons (en francés: Arrondissement de Mons; en neerlandés: Arrondissement Bergen) es uno de los siete distritos administrativos de la Provincia de Henao, Bélgica. Posee la doble condición de distrito administrativo y judicial. También forman parte del distrito judicial de Mons todos los municipios del vecino distrito de Soignies, excepto la localidad de Lessines, así como los municipios de Brugelette y Chièvres, pertenecientes al distrito de Ath.

## Lista de municipios
- Boussu
- Colfontaine
- Dour
- Frameries
- Hensies
- Honnelles
- Jurbise
- Lens
- Mons
- Quaregnon
- Quévy
- Quiévrain
- Saint-Ghislain

- Datos: Q94087